# Otto Froitzheim
Otto Froitzheim, né à Strasbourg le 24 avril 1884 et décédé le 27 octobre 1962 à Aix-la-Chapelle, est un joueur de tennis allemand.

## Palmarès (partiel)

### Titres en simple (7)
|   | Date | Nom et lieu du tournoi                              | Surf.               | Finaliste              | Score              |
| - | ---- | --------------------------------------------------- | ------------------- | ---------------------- | ------------------ |
| 1 | 1907 | International German Championship, Hambourg         | Terre battue (ext.) | Josiah Ritchie         | 7-5, 6-3, 6-4      |
| 2 | 1909 | International German Championship, Hambourg         | Terre battue (ext.) | Friedrich-Wilhelm Rahe | 6-0, 6-2, 6-3      |
| 3 | 1910 | International German Championship, Hambourg         | Terre battue (ext.) | C. Bergmann            | Forfait            |
| 4 | 1911 | International German Championship, Hambourg         | Terre battue (ext.) | Felix Pipes            | 6-3, 6-2, 6-1      |
| 5 | 1912 | Championnats du monde sur terre battue, Saint-Cloud | Terre battue (ext.) | Oskar Kreuzer          | 6-2, 7-5, 4-6, 6-4 |
| 6 | 1921 | International German Championship, Hambourg         | Terre battue (ext.) | Robert Kleinschroth    | 6-4, 8-6, abandon  |
| 7 | 1922 | International German Championship, Hambourg         | Terre battue (ext.) | Friedrich-Wilhelm Rahe | 2-6, 6-0, 8-6, 6-1 |
| 8 | 1925 | International German Championship, Hambourg         | Terre battue (ext.) | Béla von Kehrling      | 6-4, 6-1, 4-6, 6-1 |

- 1904 Baden-Baden Ball, George Greene (6-1, 3-6, 9-7)
- 1906 Frankfort, Oskar Kreuzer (6-2, 6-3, 6-0)
- 1906 Leipzig, Ludke (6-4, 6-3, 6-3)
- 1907 Hambourg, Anthony Wilding (6-4, 6-2, 6-3)
- 1908 Mid-Kent championships, Robert Powell (4-6, 6-1, 6-4)
- 1908 Hambourg, Anthony Wilding (6-4, 4-6, 6-4, 8-6)
- 1909 Hambourg, Josiah Ritchie (6-4, 5-7, 6-1, 4-6, 7-5)
- 1909 Baden-Baden, Friedrich-Wilhelm Rahe (forfait)
- 1909 Sud de l'Angleterre championships, Friedrich-Wilhelm Rahe (6-3, 6-8, 6-4, 7-5)
- 1910 Hambourg, Curt Bergmann (6-4, 6-2, 4-6, 6-0)
- 1914 Wiesbaden cup, Robert Kleinschroth (0-6, 6-4, 6-4)
- 1914 Berlin, Curt von Wessely (7-5, 6-3, 6-4)
- 1914 Prussia championships, Friedrich-Wilhelm Rahe (6-0, 6-1, 6-8, 6-2)

### Finales en simple (3)
|   | Date       | Nom et lieu du tournoi                      | Surf.               | Vainqueur         | Score                   |
| - | ---------- | ------------------------------------------- | ------------------- | ----------------- | ----------------------- |
| 1 | 06/07/1908 | Jeux olympiques d'été, Londres              | Gazon (ext.)        | Josiah Ritchie    | 7-5, 6-3, 6-4           |
| 2 | 1912       | Queen's Club Championships, Londres         | Gazon (ext.)        | Anthony Wilding   | abandon                 |
| 3 | 1929       | International German Championship, Hambourg | Terre battue (ext.) | Christian Boussus | 6-1, 4-6, 6-1, 6-8, 6-1 |